# 劉牧群
劉 牧群（りゅう ぼくぐん / リュー・ムクン）は、中華民国空軍の軍人。最終階級は中将。字は挺生、号は芳秀。元の名は劉芳秀であったが、後に劉牧群に改名した。
劉牧羣と表記されることもある。

## 生涯
沙県鳳崗小学校卒業。1918年、福州英華書院に入学。1923年に卒業すると劉佐成の推薦で保定航空教練所（のち保定航空学校に改称、所長：沈徳燮）に入所。同期には楊鶴霄、石邦藩、崔用徳（崔滄石）がいる。在学期間中に国民第3軍航空隊に加わる。1925年7月11日、国民第3軍航空司令部航空先遣隊（隊長：楊鶴霄）隊員として入陝作戦に参加。同年秋、保定航空学校卒業。同学校の学生で編成された航空隊に参加。。
1926年6月、討賊聯軍航空司令部航空第1隊（隊長：趙歩墀）中隊長。同年9月1日、聯軍航空司令部は直魯連軍に接収。9月2日、直魯連軍によって直隷航空処（監督兼処長：袁振銘）が設立され、航空隊（隊長：韋庭錕）飛行員に任命。北伐で国民革命軍に加わり、1927年10月20日に唐生智討伐のため、西征軍水上飛機隊（隊長：曹宝清）が編成され、同部隊の飛行員（飛機師）。
1928年11月、軍政部航空署航空第1隊（隊長：高在田）副隊長。1929年5月、南京航空司令部航空第3隊隊長。1930年、航空第3隊隊長として中原大戦に参加。1933年7月18日、軍政部航空署軍務処科長。軍事委員会南昌行営航空指揮部航空中隊長、航空署江西省航空試験場工務処長を歴任。第一次から第三次までの囲剿作戦に参加。
1933年7月18日、空軍少校上級。同年9月2日、空軍中校本級。
1934年5月、航空委員会第2処（教育処、処長：陳慶雲）副処長。
1935年9月7日、空軍中校。同年11月に行われた秋季大演習で西軍航空大隊隊長。
1936年の両広事変に前後して広東空軍の中央帰順及び改編に携わった。航空委員会広東方面司令部代理司令官、中央航空学校広州分校主任（1936年9月1日）などを歴任した。
日中戦争が勃発すると1937年9月14日に駐粤空軍指揮部が編成され、指揮官に就任。南京の空軍第1軍区司令官の沈徳燮がソ連に航空機の購入に赴いている間、その代理司令官として南京防空戦を指揮。1938年3月、航空委員会航政処処長。4月、空軍第2路司令部司令官。1939年5月、空軍機械学校教育長。1940年7月19日、空軍上校。1940年7月から1942年7月まで中国陸軍大学特別班第5期に在学。1943年3月1日、空軍参謀学校校長、同年5月、空軍軍官学校教育長。
1947年9月、空軍総司令部（司令官：周至柔）訓練司令部司令官。1948年9月22日、空軍少将。1948年10月、空軍総司令部参謀長兼空軍教練司令部司令官。1949年4月、総司令部とともに台湾に渡ったのちも同職を継続し、台湾への軍隊及び物資の空輸を担当した。
1950年3月21日、台湾総統府侍衛室侍衛長。1954年、総統府第三局局長。同年、空軍中将。後に総統府戦略委員会顧問。1962年に軍を退役後は、台湾僑資事業促進会理事、台湾糖業公司顧問、華民紙業公司董事長、大群建設公司董事長、中華航空公司董事長などを務めた。
1979年4月19日、台北にて病死。

## 勲章
- 五等宝鼎勲章（中国語版）　1931年4月29日[29]
- 陸海空軍甲種一等獎章　1943年7月31日[30]
- 三等空軍復興栄誉勲章　1943年10月10日[31]
- 四等宝鼎勲章（中国語版）　1944年8月13日[32]
- 二等空軍復興栄誉勲章　1945年8月14日[33]
- 忠勤勲章　1945年10月10日[34]
- 三等宝鼎勲章 1946年8月14日[35]

## 参考
- 陈予欢 (2009). 陆军大学将帅录. 广州出版社. pp. 203
- 马毓福編著 (1994). 1908-1949中国军事航空. 航空工业出版社
- 盧克彰編著 (1974). 空軍建軍史話. 空軍總部政治作戰部
- 李天民 (1973). 中國航空掌故. 中國的空軍出版社

| 軍職               | 軍職                                         | 軍職         |
| ------------------ | -------------------------------------------- | ------------ |
| 先代 李泯          | 航空第3隊長 第2代?：1930.7.21 - 1933.7.17    | 次代 張有谷  |
| 先代 なし          | 航空委員会航政処長 初代：1938.3 - 1938.4     | 次代 王豊?   |
| 先代 楊鶴霄 (代理) | 空軍第2路司令官 初代：1938.4 - 1939.5        | 次代 邢剷非  |
| 先代 王士倬        | 空軍機械学校教育長 第2代：1939.5 - 1940?     | 次代 ?       |
| 先代 張廷孟 (代理) | 空軍第1路司令官 第5代：1941.4 - 1943.2       | 次代 楊鶴霄  |
| 先代 周至柔        | 空軍参謀学校校長 第2代：1943.3.1 - 1943.4.13 | 次代 王叔銘  |
| 先代 王叔銘        | 空軍軍官学校教育長 第5代：1943.5 - 1947?     | 次代 胡偉克  |
| 先代 なし          | 訓練司令部司令官 初代：1947.9 - 1950         | 次代 徐康良? |
| 先代 王叔銘        | 空軍総司令部参謀長 第2代：1948.10 - 1949.11  | 次代 劉国運  |
| 先代 石祖徳        | 総統府侍衛長 第2代：1950.3.15 - 1954.3       | 次代 皮宗敢  |
| 先代 施覚民?       | 総統府第三局局長 第3代?：1954.3 - ?          | 次代 ?       |